# Majs
Majs es un pueblo ubicado en el distrito de Mohács, en el condado de Baranya, Hungría.

## Superficie
Posee una superficie de 32,06 kilómetros cuadrados.

## Demografía
Hasta 2019 la población era de 873 habitantes, con una densidad de población de 27,23 habitantes por kilómetro cuadrado.